# Sangli
Sangli (Marathi: सांगली, Sāṅglī; als Doppelstadt Sangli-Miraj & Kupwad) ist eine indische Stadt mit 436.639 Einwohnern.
Sie ist Hauptstadt des Distrikts Sangli im Bundesstaat Maharashtra. Der Fluss Krishna fließt an Sangli vorbei.

## Geografie
Die Stadt befindet sich auf 16° 52' 0 nördlicher Breite und 74° 34' 0 östlicher Länge auf einer Höhe von 544  m ü. NN annähernd 400 km südöstlich von Mumbai.

## Wirtschaft
In Sangli befindet sich das größte Handelszentrum für Kurkuma in Asien. Die Stadt liegt im sogenannten „Sugar Belt“ von Maharashtra. Der Distrikt hat mehr als dreißig Zucker-Fabriken, die ihn zu einem der wichtigsten zuckerproduzierenden Distrikte Indiens machen. Es finden sich auch die Herstellung von Ölsaaten, Handelswaren und ein Obstmarkt.
Sangli ist auch bekannt für die Herstellung von Qualitätswein.
Die Zwillingsstädte Sangli und Miraj sind zur größten städtischen Agglomeration im Süden Maharashtras zusammengewachsen. Es gibt bedeutende Erziehungseinrichtungen und Möglichkeiten zu Postgraduiertenstudium in den Bereichen Kunst, Wissenschaft, Management, Medizin und Engineering. Die Infrastruktur bietet Eisenbahnverbindungen, bezahlbaren Wohnraum, öffentlichen Nahverkehr, Hotels etc.
Bedeutsam ist der Ausbau von Windenergie in Sangli.
Miraj, wie Sangli ebenfalls Hauptstadt eines der früheren Fürstenstaaten – siehe Miraj (Staat) und Sangli (Staat), ist bekannt für Musikinstrumentenbau.

## Demografie
Nach dem Zensus des Jahres 2001 zählte Sangli 436.639 Einwohner, 224.195 Männer und 212.444 Frauen. Die Zahl der Kinder bis sechs Jahren betrug 50.403, 27.149 Jungen und 23.254 Mädchen. Des Lesens und Schreibens kundig waren 327.060, von ihnen 180.478 Männer und 146.582 Frauen.